# Rock Formations
Rock Formations es el primer lanzamiento oficial del trío californiano Yawning Man, editado por el sello español Alone Records. Pese a que la banda fue formada en 1986, este primer álbum fue grabado recién en 2005.

## Grabación
Rock Formations fue producido por la propia banda y grabado por Robbie Waldman y Darrian R. en el estudio Unit A, en Palm Springs, con excepción de "Rock Formations", "Perpetual Oyster", "Airport Boulevard" y "Advanced Darkness", registradas en el estudio Donner & Blitzen, en Arcadia, bajo la producción de Yawning Man y el alemán Mathias Schneeberger.

## Reedición
En 2006, Rock Formations fue relanzado en una edición limitada que incluye un DVD con una presentación en vivo de la banda, grabada en W2 Club, Países Bajos, el 17 de junio de 2005, durante la gira europea de Yawning Man.

## Lista de canciones
| N.º | Título                        | Duración |  |
| 1.  | «Rock Formations»             | 5:21     |  |
| 2.  | «Perpetual Oyster»            | 5:22     |  |
| 3.  | «Stoney Lonesome»             | 6:02     |  |
| 4.  | «Split Tooth Thunder»         | 2:58     |  |
| 5.  | «Sonny Bono Memorial Freeway» | 3:52     |  |
| 6.  | «Airport Boulevard»           | 5:22     |  |
| 7.  | «Advanced Darkness»           | 2:33     |  |
| 8.  | «She Scares Me»               | 4:09     |  |
| 9.  | «Crater Lake»                 | 3:37     |  |
| 10. | «Buffalo Chips»               | 4:27     |  |

| DVD bonus reedición 2006 |                                |          |  |
| N.º                      | Título                         | Duración |  |
| 1.                       | «Perpetual Oyster»             |          |  |
| 2.                       | «Digital Smoke Signal»         |          |  |
| 3.                       | «Rock Formations»              |          |  |
| 4.                       | «Stoney Lonesome»              |          |  |
| 5.                       | «Split Tooth Thunder»          |          |  |
| 6.                       | «Crack, Harden, Dry»           |          |  |
| 7.                       | «Manolete»                     |          |  |
| 8.                       | «Fires of Papa's Chili»        |          |  |
| 9.                       | «Advanced Darkness»            |          |  |
| 10.                      | «Encounters with an Angry God» |          |  |
| 11.                      | «Buffalo Chips»                |          |  |
| 12.                      | «Airport Boulevard»            |          |  |

## Créditos
| - Gary Arce – guitarra - Mario Lalli – bajo - Alfredo Hernández – batería - Mathias Schneeberger – teclado y theremin en "Rock Formations" y "Perpetual Oyster" | - Producido por Yawning Man, excepto "Rock Formations", "Perpetual Oyster", "Airport Boulevard" y "Advanced Darkness", producidas por Yawning Man y Mathias Schneeberger. - Grabado por Robbie Waldman y Darrian R., excepto "Rock Formations", "Perpetual Oyster", "Airport Boulevard" y "Advanced Darkness". |